# Nick Zinner
Nicholas Joseph Zinner (ur. 8 grudnia 1974) - gitarzysta nowojorskiego zespołu Yeah Yeah Yeahs. Jest również członkiem grupy Head Wound City. 
Zinner współpracował również z artystami takimi jak TV on the Radio, Ronnie Spector, The Horrors i Scarlett Johansson. W 2005 zagrał kilka partii na gitarze i keyboardzie na albumie grupy Bright Eyes Digital Ash in a Digital Urn. W sierpniu 2009 Zinner zajął 16. miejsce na liście The Future 50 magazynu NME.
Nick Zinner jest także fotografem. Ukończył studia fotograficzne na Bard College i wydał trzy zbiory swoich prac: No Seats on the Party Car (2001), Slept in Beds (2003) oraz I hope you are all happy now (2004).